# Pteruthius
Pteruthius
Genre
Le genre Pteruthius regroupe neuf espèces de passereaux appartenant à la famille des Vireonidae. Allotrie est le nom générique français que la nomenclature aviaire en langue française (mise à jour 2009) a donné à cinq de ses espèces.

## Liste d'espèces
D'après la classification de référence (version 13.2, 2023) du Congrès ornithologique international (ordre phylogénique) :
- Pteruthius xanthochlorus – Allotrie verte
- Pteruthius melanotis – Allotrie à gorge marron
- Pteruthius rufiventer – Allotrie à ventre roux
- Pteruthius aeralatus – Allotrie de Blyth
- Pteruthius flaviscapis – Allotrie à sourcils blancs
- Pteruthius intermedius – Allotrie intermédiaire
- Pteruthius aenobarbus – Allotrie à front marron